# Вбивця-привид
«Вбивця-привид» (англ. The Phantom Slayer) — містичне оповідання Фріца Лайбера, вперше опубліковане в січні 1942 року журналом «Weird Tales».
У війшло до збірки з назвою «Спадщина» (англ. «The Inheritance»).

## Сюжет
Безпритульний племінник отримує право мешкати до закінчення строку оренди в квартирі свого померлого дядька з яким він ніколи не бачився.
Його дядько Девід Род був лейтенантом поліції у відставці із 1927 року.
Орендодавець зауважує племіннику схожість елементів його поведінки із дядьком.
Племінник знаходить у шафі поліцейську форму, поліцейський кийок, позолочену тростину та деякі не потрібні для дядька чоловічі, жіночі та дитячі речі, а також газетні вирізки про не розкриті злочини «вбивці-привида», що багато років тероризував місто.
Серед речей зустрічається адреса 2318, Robey Str.
Заснувши, племінник бачить тривожні сни: хлопчика, на якого чатує небезпека, вбиту жінку та поліцейського, що віддаляється.
Проснувшись, він згадує, що бачив ці місця у газетних вирізках. Він знову засинає і бачить чоловіка з позолоченою тростиною який гине від таємничого незнайомця. У сні він злітає високо над містом і летить додому, щоб проснутись. Однак вдома він бачить, що його ліжко порожнє. Він летить шукати себе. Пролітаючи адресу 2318, Robey Str. він зупиняється і заглядує у будинок.
Там мати наказує дівчинці віднести гарячу їжу батькові на роботу.
Далі він бачить як темна постать зупиняє дівчину. У постаті його лице. Він налітає на неї, і отямлюється в момент розмови з дівчинкою.
Він розуміє, що вже не спить, оскільки відчуває на собі тісну поліцейську форму.
Він супроводжує дівчинку і повертається пішки додому.
Наступного дня він приносить речі знайдені в квартирі у поліцію. Це речі усіх восьми жертв «вбивці-привида». Вбивства були здійснені як до так і після виходу його дядька у відставку.
Найбільше племінника хвилює думка про схильність до вбивств у їхній родині.
Знайомий психіатр пояснює йому, що «жага вбивства» у нього була викликана сум'яттям після здогадки про дядька-вбивцю, втомою, схильністю до навіювання та зацикленністю на знайденій адресі. Хоча він не зовсім переконаний у цій відповіді.